# Hans G. Furth
Hans G. Furth (* 2. Dezember 1920 in Wien; † 7. November 1999 in Washington) war ein österreichisch-amerikanischer Psychologe und Professor an der Catholic University of America. Bekannt wurde Furth in den 1960er und 1970er Jahren durch seine psychologische und pädagogische Arbeit mit gehörlosen Kindern sowie durch seine Bücher zur pädagogischen Umsetzung der Theorien des Genfer Entwicklungspsychologen Jean Piaget Thinking without Language (1966), Piaget for Teachers (1970) und Thinking goes to School (1974).

## Biografie
Furth entstammte einer jüdischen Familie namens Fürth, deren Vorfahren in der bayrischen Stadt gleichen Namens gelebt hatten. Doch bereits als Jugendlicher trat er zur Katholischen Kirche über. Als sich das Nazi-Regime etablierte, verließ er noch als Jugendlicher seine österreichische Heimat. Ein Teil seiner Familie, darunter der Vater, kam in Konzentrationslagern um. Mit falschen Dokumenten kam Furth nach England und wurde als Enemy Alien für anderthalb Jahre im Hutchinson Internment Camp auf der Isle of Man interniert. Schon im Alter von 16 Jahren war Furth zur Katholischen Kirche konvertiert. Nach seiner Internierung trat er, noch in England, dem Kartäuserorden bei, verließ ihn jedoch nach sieben Jahren wieder. In England fasste er eine Pianisten-Karriere ins Auge, scheiterte aber, weil seine gesellschaftlichen Manieren als zu ungeschliffen galten.
Er wechselte Lebensform und Kontinent, zog nach Kanada und später in die USA, wo er eine Familie gründete. In Portland, Oregon, studierte er Klinische Psychologie, verlagerte aber seinen Schwerpunkt auf Kognitionspsychologie. Nach der Trennung von seiner ersten Frau ging Furth eine zweite Ehe ein. Geographisch fühlte er sich heimatlos – umso mehr stürzte er sich in die Wissenschaft. Von mehreren Reisen nach Europa und Südamerika abgesehen, blieb Furth in Washington, wo er bis 1990 an der Catholic University of America lehrte. Er ermeritierte 1990 und verstarb 1999.

## Werk
Furth arbeitete zunächst mit gehörlosen Kindern und wurde dabei mit der Entwicklungspsychologie Jean Piagets (1896–1980) bekannt. Er, der selber an einer starken Sehbehinderung litt, wies nach, dass sich bei den Gehörlosen die Denk- und Erkenntnisfähigkeit nicht langsamer entwickelt als bei normalen Kindern. Damit bestätigte er eine zentrale These im Werk Jean Piagets: So wesentlich die Sprache für das Denken ist – dieses hängt auch von der Fähigkeit zur Handlungs-Koordination ab. In den 1960er und 1970er Jahren schrieb er (teils zusammen mit Harry Wachs) eine Reihe von Büchern zum Denktraining für Kinder. Mitte der sechziger Jahre hielt sich Furth ein Jahr am Genfer „Centre d'Epistémologie Génétique“ bei Jean Piaget auf. Bei seiner Rückkehr nach Washington brachte er das fertige Manuskript zu einer Einführung in die Theorie des Schweizer Psychologen mit, die diesen in den USA bekannt machen half („Piaget and Knowledge“, 1969; deutsch: „Intelligenz und Erkennen“, 1972).
In den achtziger und neunziger Jahren arbeitete Furth an der Klärung des Verhältnisses von Logik und Leidenschaften, von Logos und Libido. In „Knowledge as Desire“ (1987) zog er die Synthese aus der Entwicklungspsychologie Piagets und der Psychoanalyse Freuds.

## Leistungen
Das Werk Furths ist ebenso von Sigmund Freud wie von Jean Piaget inspiriert. Die Grundaussage Piagets – menschliche Erkenntnis ist ein strukturbildender Prozess – lässt offen, wie die Dynamik der Strukturgenese überhaupt in Gang kommt und sich erhält. Die Antwort lokalisiert Furth in Freuds Trieblehre. Diese vermag allerdings das spezifisch Menschliche des Trieblebens, die Ablösung fester Instinkte (die angeboren sind) durch Motive (die für Lernprozesse und kognitiv formbar sind), nicht zu erklären. Motive differenzieren und verästeln sich individuell und passen sich den jeweiligen Lebensumständen an. Hinter der Dynamik dieser Verästelungsprozesse steht – als basales Triebwerk gleichsam – die menschliche Gesellschaft. „Desire for Society“ lautet denn der Titel von Furths zuletzt erschienener Studie (1996).
Furth sieht im Werk Piagets einen wichtigen Beitrag zur Friedenserziehung. Im Unterschied zu Piaget, der zeitlebens apolitisch war, engagierte sich Furth auch aktiv in der amerikanischen Bürgerrechtsbewegung und organisierte in amerikanischen Universitäten Debatten über den Vietnamkrieg. Krieg und Frieden interessierten ihn auch aus entwicklungspsychologischer Sicht. Auf die Themen Destruktivität und Krieg konzentrierte sich Furth vor allem nach seiner späten Emeritierung (1990). Im Alter widmete er sich gründlich der Reflexion auf den Holocaust – er selbst hatte mehrere Familienmitglieder in Konzentrationslagern verloren – und auf die Möglichkeit des Menschen, die eigene Gattung zu zerstören: Kulturentwicklung hat nicht verhindert, dass Menschen immer wieder den Versuch wagen, ganze Ethnien auszulöschen, und die Technologieentwicklung gibt ihnen die Mittel an die Hand, diesen Versuch ohne großen Aufwand zu realisieren. In den Ereignissen im KZ Auschwitz und dem Atombombenabwurf in Hiroshima diagnostizierte Furth eine psychologische und eine technische Schwelle, die unsere Spezies zu überschreiten begonnen hat.
Drei Tage vor seinem Tode meditierte er in einem Brief über die Frage nach der Wahrscheinlichkeit, dass die Menschheit mit einer extraterrestrischen Zivilisation in Kontakt treten könne. „Wir werden keine solchen Zivilisationen entdecken“, schreibt Furth, „aus dem einfachen Grund, weil sie nicht existieren. Denn eine Zivilisation von Wesen mit einer der menschlichen verwandten Intelligenz, die Radios mit interstellarer Reichweite zu erbauen imstande ist, wird auch zur Massendestruktion geeignete Waffen und einen Lebensstil der Umweltzerstörung entwickelt haben.  Intelligente Zivilisationen, die anderswo entstanden sein mögen, haben ihren Fortschritt wahrscheinlich über Nacht ins Gegenteil verkehrt – genau, wie wir jetzt Gefahr laufen, es zu tun.“ – Diese Sätze klingen wie ein Vermächtnis.

## Werke
- Thinking without Language. Psychological Implications of Deafness. New York: Free Press 1966. doi:10.1177/000271626837700178
- Piaget and Knowledge. Theoretical Foundations. Englewood Cliffs (N.J.): Prentice-Hall 1969; 2nd ed. University of Chicago Press 1981. ISBN 0-226-27420-9
- Piaget for Teachers. Englewood Cliffs (N.J.): Prentice-Hall 1970. ISBN 978-0-13-674937-0
- Thinking goes to School (zus. mit Harry Wachs). Piagets Theory in Practice. New York: Oxford University Press 1975. ISBN 978-0-19-501927-8
- The World of Grown Ups. Children's Conceptions of Society. New York: Elsevier 1980. ISBN 0-444-99065-8
- Knowledge as Desire. An Essay on Freud and Piaget. New York: Columbia University Press 1987. ISBN 0-231-06458-6
- Desire for Society. Childrens Knowledge as Social Imagination. New York: Plenum Press 1996. ISBN 0-444-99065-8